# Christmas in My Heart (Connie Francis)
Christmas in My Heart è un album natalizio della cantante italo-statunitense Connie Francis, uscito nel 1959 e ripubblicato in CD nel 1988, nel 1990 e nel 1997.
L'album contiene alcuni "classici" della musica natalizia, come Silent Night, White Christmas, Adeste fideles, The Twelve Days of Christmas.

## Tracce
1. White Christmas (Berlin) 3:22
2. Baby's First Christmas (Davis, Murray) 2:28
3. Winter Wonderland (Bernard, Smith) 2:40
4. The Christmas Song (Torme, Wells) 3:23
5. I'll Be Home for Christmas (Gannon, Kent, Ram) 3:25
6. The Twelve Days of Christmas (Tradizionale) 5:17
7. Have Yourself a Merry Little Christmas (Blane, Martin) 4:30
8. Adeste fideles (Oakeley, Wade) 3:05
9. The Lord's Prayer (Tradizionale) 2:56
10. Silent Night (Gruber, Mohr) 3:51
11. O Little Town of Bethlehem (Brooks, Redner) 2:57
12. The First Noel (Sandys) 3:01
13. Ave Maria (Schubert) 2:49